# Saint-Malo-en-Donziois
Saint-Malo-en-Donziois település Franciaországban, Nièvre megyében. Lakosainak száma 142 fő (2022. január 1.). Saint-Malo-en-Donziois Colméry, Oudan, Champlemy, Châteauneuf-Val-de-Bargis és Cessy-les-Bois községekkel határos.

## Népesség
A település népessége az elmúlt években az alábbi módon változott:
| Lakosok száma | 131  | 130  | 133  | 128  | 127  | 127  | 126  | 134  | 142  |
|               | 2013 | 2015 | 2016 | 2017 | 2018 | 2019 | 2020 | 2021 | 2022 |